# Chinkana

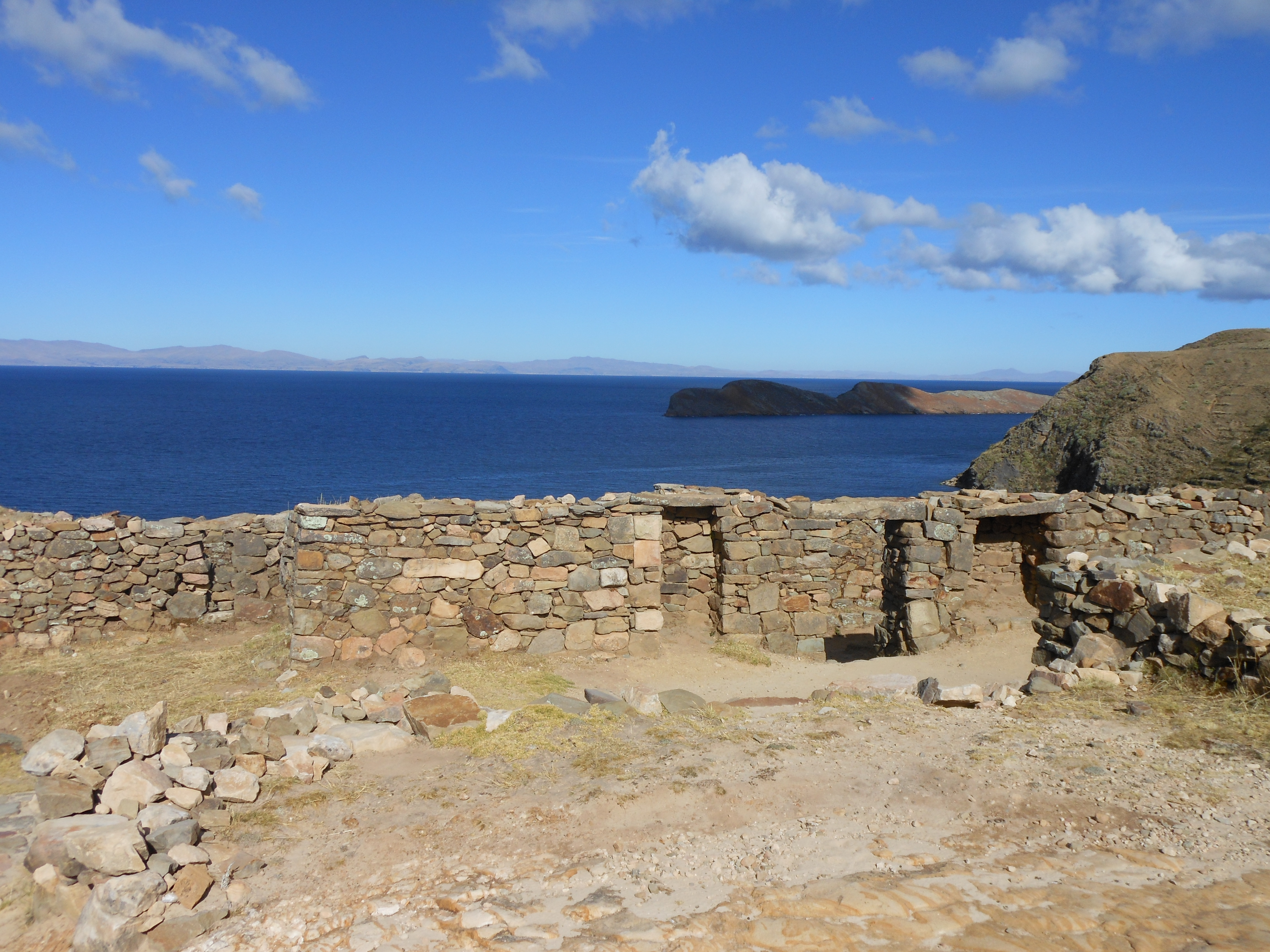
Chinkana mit Blick auf den Titicacasee

Chinkana (Quechua für ‚versteckt‘) ist eine Inka-Stätte in Bolivien am Nordhang der Sonneninsel, einer Insel des Titicacasees. Die archäologische Stätte befindet sich im Municipio Copacabana (Departamento La Paz, Provinz Manco Kapac). Die Ruinen wurden bereits im 17. Jahrhundert vom Jesuitenmissionar Bernabé Cobo beschrieben.

## Rolle der Ruinen im Streit zwischen Challa und Challapampa
Die von Challapampa verwalteten Ruinen Chinkana sind Dreh- und Angelpunkt eines folgenschweren Streits zwischen den Dörfern Challa und Challapampa. Um stärker vom Tourismus rund um die Ruinen zu profitieren, errichteten Dorfbewohner von Challa etwa hundert Meter von den uralten Ruinen entfernt illegal moderne Touristen-Hütten. Da die Behörden den illegalen Bau nicht stoppten, zerstörten Bewohner von Challapampa über Nacht die Hütten von Challa, um so die Integrität der uralten Stätte zu bewahren. Als Vergeltungsmaßnahme errichtete Challa eine Blockade auf dem See- und Landweg, um somit jeglichen Touristenstrom nach Challapampa zu unterbinden. Seitdem bekriegen sich die Dörfer mit Fäusten, Steinen und Dynamit. Bewohner von Challapampa werfen Challa vor die vom bolivianischen Staat gewährten Indigenen-Rechte als Waffe einzusetzen, um auf diese Weise vom Kapitalismus zu profitieren. Zudem gibt es Bestrebungen seitens Challa seinem Nachbarn Challlapampa das Existenzrecht abzusprechen.

## Galerie

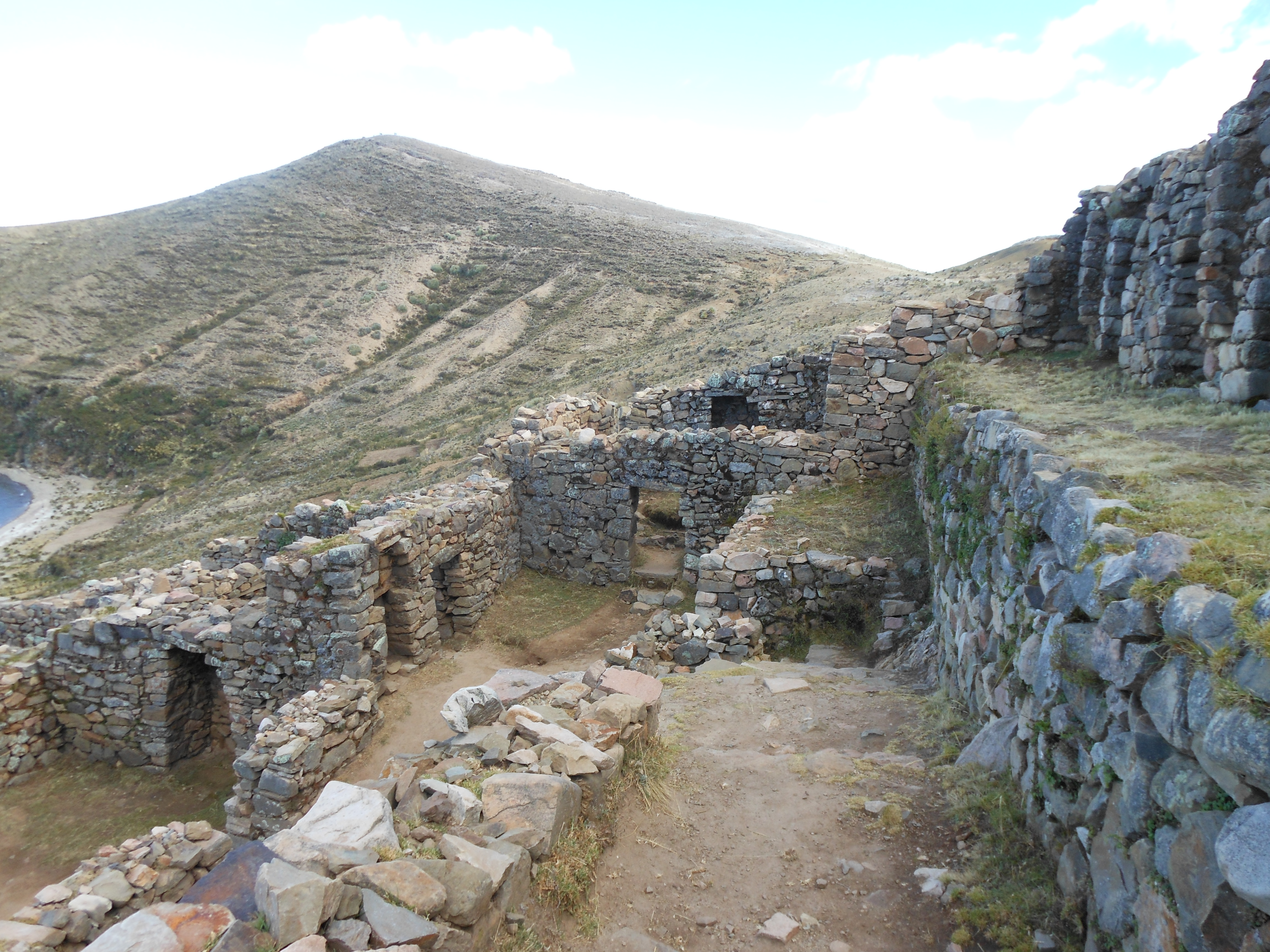
Ruinen von Chinkana
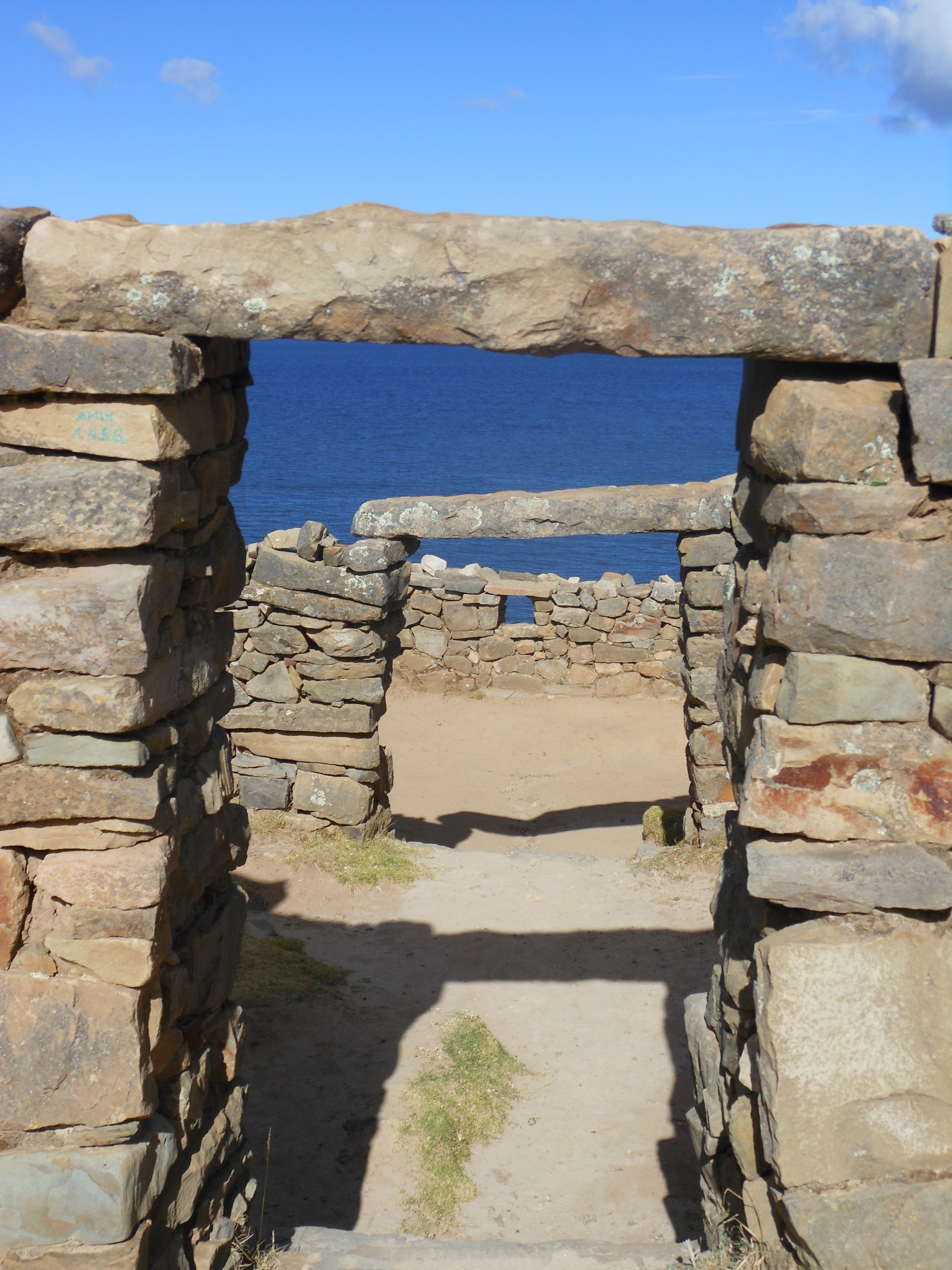
Typische Inka-Tore
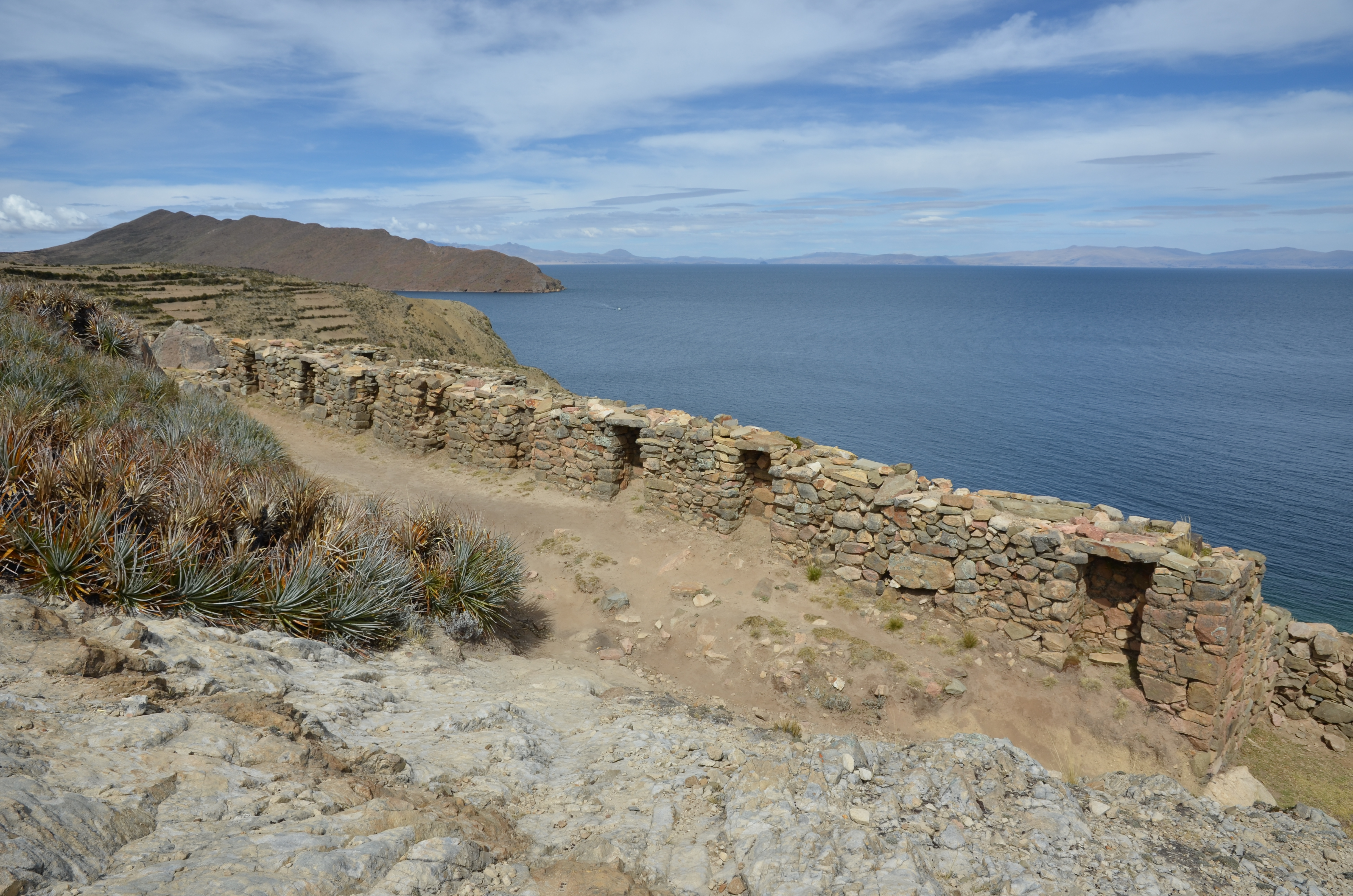
Für Inka-Architektur typische Reihe mit Nischen
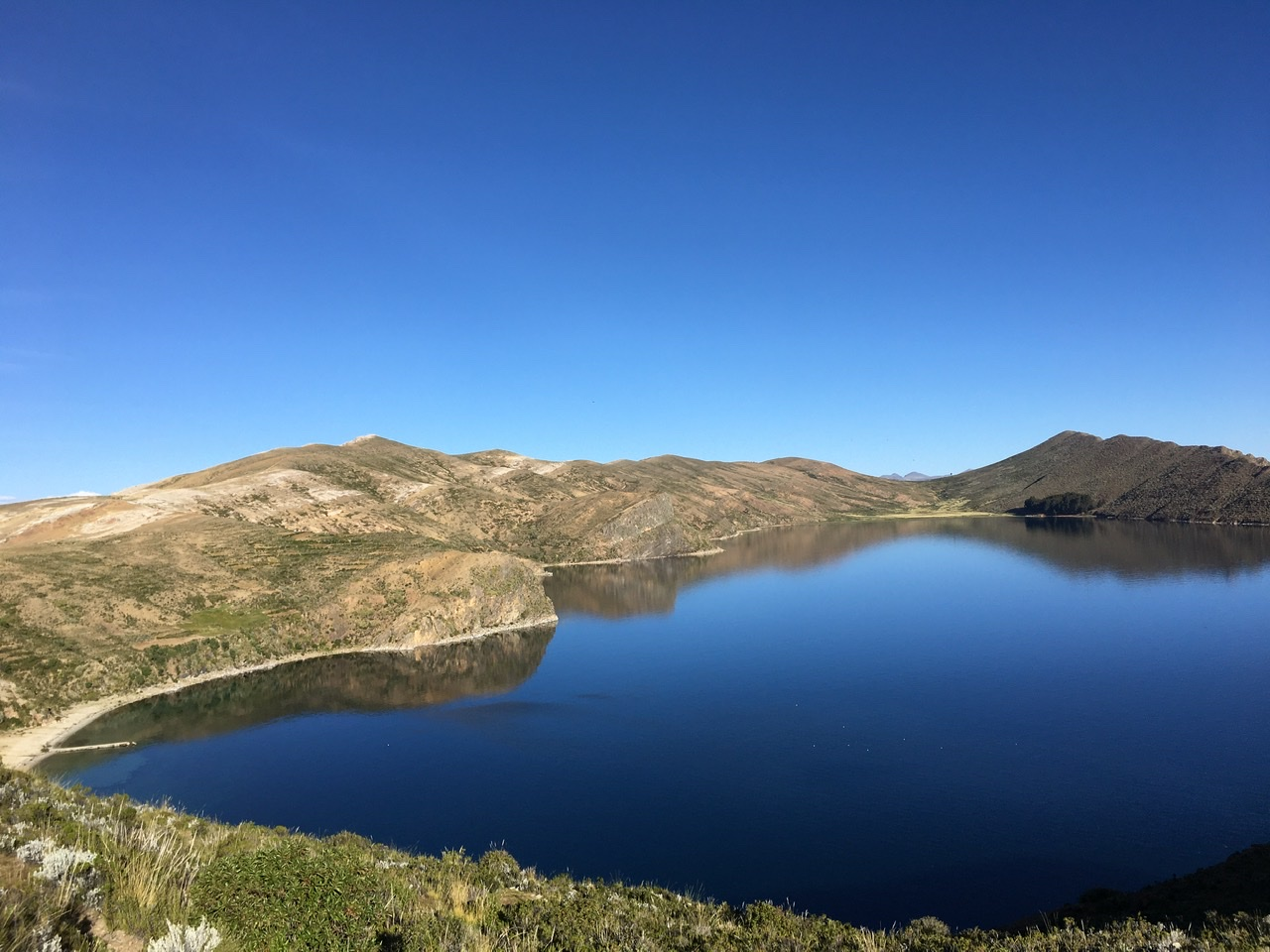
Titicacasee mit Chinkana im Hintergrund
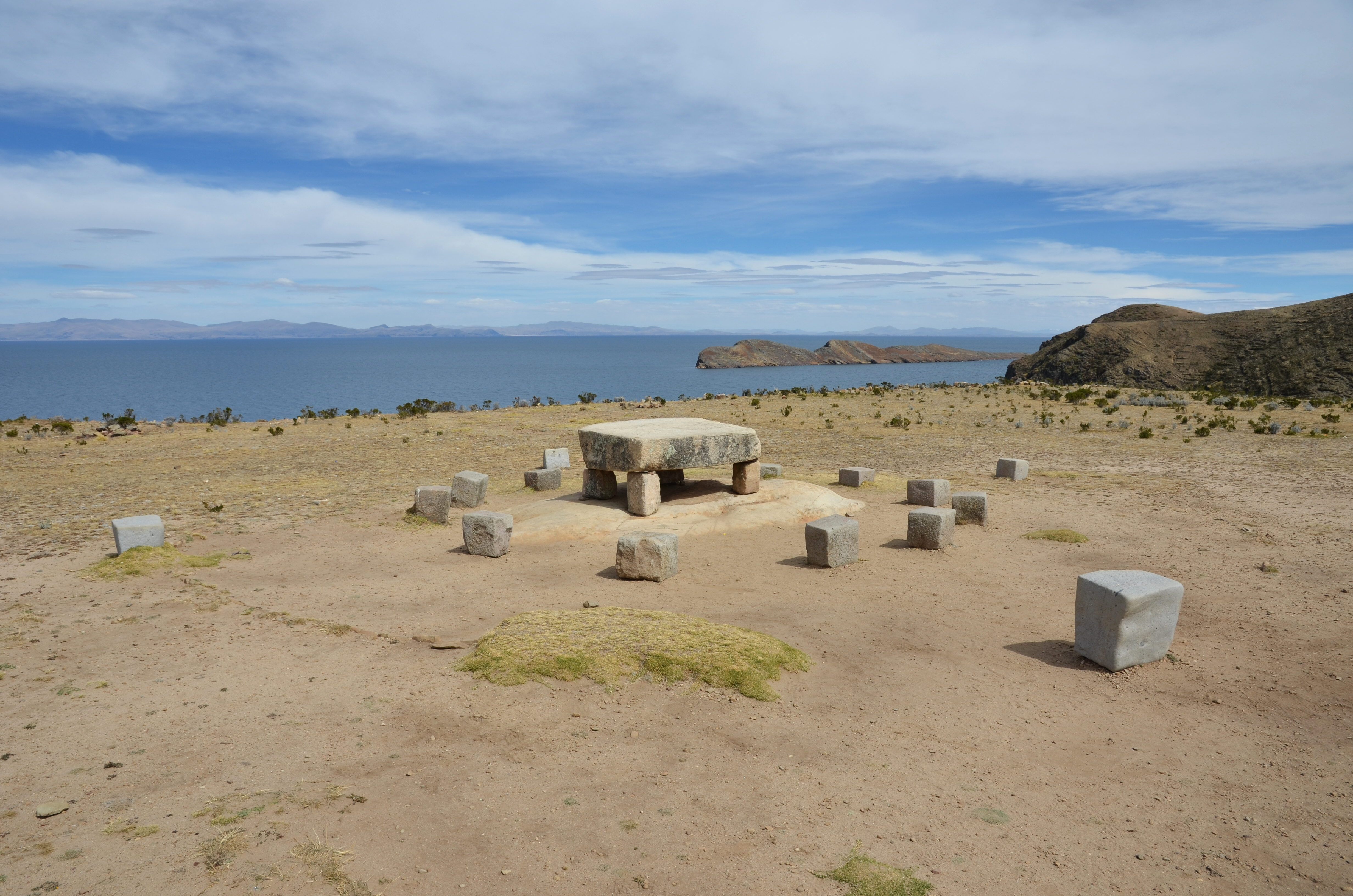
Zeremonieller Altar am Weg nach Chinkana gelegen